# Girls' Generation World Tour Girls & Peace
"Girls' Generation World Tour Girls & Peace" es la quinta gira de conciertos y la primera gira mundial del grupo femenino sur coreano Girls' Generation. La gira fue anunciada oficialmente en abril de 2013 con dos fechas en Corea del Sur y los planes para las fechas futuras en todo el mundo.

## Promoción del Tour
La gira fue anunciada oficialmente por la compañía SM Entertainment el 26 de abril de 2013, con dos fechas en Seúl en el Parque Olímpico en Olympic Gymnastics Arena. Es la primera gira mundial de Girls 'Generation después de haber recorrido Asia cinco veces antes y una semana después de completar su segunda gira por Japón, Girls & Peace Japan 2nd Tour.
Las fechas de Corea del Sur es la primera vez que el grupo se ha presentado en Corea del Sur después de dos años a partir de sus conciertos en la Gira Generación 2011 Girls ' en julio de 2011. Las entradas para el concierto de Seúl se venderá a través de G-merket el 9 de mayo a las 8 p. m. KST.
El 5 de junio, conciertos en Taiwán fueron anunciados por el Taipei Arena en su sitio web, para el 20 y 21 de julio de 2013.  Las entradas para el concierto en Taipéi se ponen a la venta el 15 de junio a las 1 p. m. CST.
En la conferencia de prensa del Tour el 8 de junio, se anunció que Girls' Generation realizaran conciertos en Norteamérica y Sudamérica después de concierto del grupo en Taipéi en julio.

## Lista de canciones
| Seúl, Corea del Sur |
| --- |
| Act 1:Intro 1. "Hoot" 2. "Animal" 3. "Talk Talk" 4. Intro 5. "The Boys" 6. "I Got a Boy " 7. "Say Yes" 8. "Dancing Queen" Act 2:Are you ready to drive 1. "Mr. Taxi" (Version Coreana) 2. "T.O.P." 3. "Flower Power" Act 3:Princess 1. "Paparazzi" 2. "Run Devil Run" 3. "Reflection" Act 4:Memories 1. "Promise" 2. "Baby Baby " (Version Acústica) Act 5:Angels 1. "I'm A Diamond" 2. "Express 999" 3. "Tell Me Your Wish (Genie)" 4. "The Great Escape" (Brian Lee remix) / Can't Take My Eyes Off You" Act 6:Alps & Flanders 1. "My J" 2. "Kissing You" / "Way to Go" 3. "Gee" 4. "Forever" Encore 1. "Into the New World" 2. "Love & Girls" 3. "Oh!" 4. "How Great Is Your Love" 5. "Twinkle" (Todas las integrantes) |

## Fechas
| Asia                     |           |               |                                  |
| 8 de junio de 2013       | Seúl      | Corea del Sur | Olympic Gymnastics Arena         |
| 9 de junio de 2013       | Seúl      | Corea del Sur | Olympic Gymnastics Arena         |
| 20 de julio de 2013      | Taipéi    | Taiwán        | Taipei Arena                     |
| 21 de julio de 2013      | Taipéi    | Taiwán        | Taipei Arena                     |
| 14 de septiembre de 2013 | Yakarta   | Indonesia     | Mata Elang International Stadium |
| 12 de octubre de 2013    | Singapur  | Singapur      | Singapore Indoor Stadium         |
| 9 de noviembre de 2013   | Hong Kong | Hong Kong     | AsiaWorld-Arena                  |
| 10 de noviembre de 2013  | Hong Kong | Hong Kong     | AsiaWorld-Arena                  |
| 11 de enero de 2014      | Bangkok   | Tailandia     | Impact Arena                     |
| 15 de febrero de 2014    | Macao     | Macao         | CotaiArena                       |

## Recaudaciones
| Lugar                            | Ciudad    | Entradas vendidas/disponibles | Recaudación |
| -------------------------------- | --------- | ----------------------------- | ----------- |
| Olympic Gymnastics Arena         | Seúl      | 21 132 / 21 132 (100%)        | $2 403 865  |
| Taipei Arena                     | Taipéi    | 22 560 / 22 560 (100%)        | $2 930 917  |
| Mata Elang International Stadium | Yakarta   | 12 952 / 12 952 (100%)        | $1 579 142  |
| Singapore Indoor Stadium         | Singapur  | 10 914 / 10 914 (100%)        | $1 690 371  |
| AsiaWorld-Arena                  | Hong Kong | 22 932 / 22 932 (100%)        | $2 859 758  |
| Impact Arena                     | Bangkok   | 12 238 / 12 238 (100%)        | $1 526 946  |
| CotaiArena                       | Macao     | 10 956 / 10 956 (100%)        | $1 419 280  |
| TOTAL                            | TOTAL     | 113 684 / 113 684 (100%)      | 410 279     |

## Personal
Organizador: SM Entertainment
Promotor: Dream Maker Entercom